# Lijst van Belgische adelsverheffingen 1946
Personen die in 1946 in de Belgische adel werden opgenomen of een adellijke titel verkregen.

## Baron
- Léopold Goffinet (1887-1973), burgemeester van Brugelette, erfelijke adel en titel baron, overdraagbaar bij eerstgeboorte, desgevallend op zijn broers en hun nazaten.
- Henri Goffinet (1884-1958), erfelijke adel en titel baron, overdraagbaar bij eerstgeboorte.

## Jonkheer
- Louis Goffinet (1892-1959), kolonel, erfelijke adel.
- Pierre Goffinet (1897-1972), erfelijke adel.